# Matthias Ockert
Matthias Ockert (* 14. Januar 1970 im Bodenseekreis) ist ein deutscher Komponist und Gitarrist.

## Lebenslauf
Ockert stammt aus einer musikalischen Familie; die Mutter ist Musikpädagogin, der Vater Amateurmusiker; der Trompeter Hans-Peter Ockert ist sein Bruder. Er selbst erlernte Flöte, Klarinette und Gitarre. Er besuchte das Droste-Hülshoff-Gymnasium in Meersburg und spielte im Orchester der Knabenmusik Meersburg. Zunächst machte er eine Ausbildung zum Diplom-Architekten an der Technischen Universität Berlin, die er 1998 abschloss. Von 1995 bis 2004 studierte er Jazz-Gitarre bei Attila Zoller und Bill Connors in New York. Seit 1995 ist er freiberuflicher Musiklehrer an der Musikschule KlangRäume für Gitarre und E-Gitarre in Karlsruhe. Zudem lehrt er als Dozent an der Hochschule für Gestaltung Offenbach im Bereich Bühnenbild.
Ockert studierte von 2001 bis 2008 Komposition an der Hochschule für Musik Karlsruhe bei Wolfgang Rihm. Ockert spielte in vielen Musikbesetzungen in den USA und Europa. Seine Werke werden bei internationalen Festivals für instrumentale und zeitgenössische Musik aufgeführt.

## Kompositionsstil
In seinen Werken verbindet Ockert Elemente aus Klassik, Jazz und Rock.
Ein Merkmal ist die elektronische Instrumentation mit E-Gitarren, Schlaginstrumenten, Synthesizern usw.

### Auszeichnungen
- 2004 1. Preisträger beim „Internationalen Kompositionswettbewerb für den Raum der Gläsernen Manufaktur Dresden“ mit „diaphaneity für großes Ensemble in 7 Gruppen und Live-Elektronik (2003/04)“
- 2005 Preisträger beim „32e Concours International de Musique et d'Art Sonore Electroacoustiques de Bourges (Degré I – RESIDENCE)“ in Frankreich mit stretto (2005) für 8-Kanal-Tape
- 2009 Walter-Fink-Preis des ZKM Karlsruhe 2009 für Tanz, Elektronische Musik und Medien[5]

- 2008 war Ockert Stipendiat der Akademie der Künste Berlin.[6]

## Diskografie
- Survey (2003 SimmerMusic MO01)
- Laminar Flow (2013 WERGO)[4]
- Polytheistic Ensemble: Signals from the Cool (2016 Neuklang)[7]
- Haumea Sonifikationen (EP 2020 Bandcamp)

als Sideman
- Frain/Dunlap – Pull the Shades (2002 SimmerMusic FD01)
- HPOckert Bigband HP/One (HGBS 2012)
- David Amram: Live in Germany 1954-2013 (2021 Bandcamp)